# 高明顺
高明顺（？—1129年），是12世纪大理国点蒼山蓮花峰芒湧溪人氏，高泰明之子，第3代中国公。1116年，高泰明死后，高泰明的弟弟高泰运篡夺了相国之位。1119年，高泰运之后，高泰明的儿子高明顺又夺回了相位。1129年，高明顺死后，其子高顺贞即位。